# Neizravni slobodni udarac
Neizravni slobodni udarac (indirekt ili indirektan slobodan udarac) je prekršaj koji sudac dosuđuje nakon što se počini neki od navedenih prekršaja:
1. Ako vratar kontrolira loptu duže od 6 sekundi u svojim rukama, prije nego što je vrati u igru
2. Ako vratar ponovo dodirne loptu rukama, pošto je iz ruku vrati u igru, a da pritom nitko nije igrao loptom
3. Ako vratar rukama uhvatiti loptu, pošto mu je namjerno stopalom vratio njegov suigrač
4. Ako igrač igra na opasan način
5. Ako igrač sprječava kretanje protivnika
6. Ako igrač sprječava golmana da vrati loptu u igru
7. Ako je prekinuta igra zbog zaleđa
8. Ako igrač simulira prekršaj

Kod izvođenja lopta mora mirovati, a igrač koji izvodi udarac ne smije dirnuti loptu dvaput dok je netko ne dodirne ili lopta izađe izvan igre. Prilikom izvođenja udarca protivnički igrači moraju biti udaljeni od lopte najmanje 9,15 metara. 
U trenutku dosuđivanja prekršaja koji se kažnjava indirektom, sudac podiže ruku i drži je podignutu tijekom izvođenja indirekta. Sudac spušta ruku tek kad neki igrač igra loptom, ili ako lopta napusti teren.